# Ривс (округ)
Округ Ривс (англ. Reeves county) — округ штата Техас Соединённых Штатов Америки. На 2000 год в нем проживало 13 137 человек. По оценке бюро переписи населения США в 2009 году население округа составляло 11 046 человек. В округе три города: Балморей, Тойавейл и Пекос; последний является окружным центром.

## История
Округ Ривс был сформирован в 1883 году. Он был назван в честь Джоржа Робертсона Ривса, члена легислатуры штата и полковника армии конфедератов.

## География
По данным бюро переписи населения США площадь округа Ривс составляет 6843 км², из которых 6827 км² — суша, а 16 км² — водная поверхность (0,23 %).

### Основные шоссе
- Межштатная автомагистраль I-10
- Межштатная автомагистраль I-20
- Шоссе 285
- Автострада 17

### Соседние округа
- Эдди, Нью-Мексико  (север)
- Ловинг  (северо-восток)
- Уорд  (восток)
- Пекос  (юго-восток)
- Джефф-Дейвис  (юго-запад)
- Калберсон  (запад)